# AAMI Classic
AAMI Classic — выставочный теннисный турнир для профессиональных теннисистов, проводящийся с 1988 года. Он проводится ежегодно в январе, прямо перед Открытым чемпионатом Австралии, на стадионе Койонг в Койонге, Мельбурн, Австралия.

## Регламент турнира
Восемь приглашённых теннисистов, посеянных согласно рейтингу ATP на момент проведения турнира, начинают соревнование со стадии четвертьфинала. Победители выходят в полуфинал, а проигравшие — в утешительный раунд плей-офф где разыграют места с 5-е по 8-е. Проигравшие в полуфиналах встретятся в матче за 3-е место, а победители — в финале.
Турнир проводится за неделю до первого турнира Большого шлема в регулярном сезоне, Открытого чемпионата Австралии, показательные матчи часто организуются вне соревнований, чтобы лучшие игроки, не имеющие практики, могли играть матчи перед Открытым чемпионатом Австралии.

## История
Первый выставочный турнир Койонга состоялся в 1988 году, когда Открытый чемпионат Австралии по теннису переместился с кортов теннисного клуба на стадионе Койонг, который стал слишком маленьким для проведения мероприятия, в недавно построенный Национальный теннисный центр в парке Флиндерс (который впоследствии стал известный как Мельбурн-Парк в 1996 году). 
В декабре 1988 года, чтобы позволить участникам подготовиться к Открытому чемпионату Австралии 1989 года, и играть на традиционных травяных кортах клуба, соревнование с участием шестнадцати человек, в котором участвовали пятнадцать австралийских игроков и Горан Иванишевич из Хорватии. Пэт Кэш победил в финале соотечественника Уолли Мазура.
Турнир проводился ежегодно вплоть до начала мировой пандемии вируса SARS-CoV-2, вследствие чего в 2020 и 2021 годах он был отменен.

## Финалисты разных лет

### Мужчины
| Год  | Победитель         | Финалист               | Счёт в финале     |
| ---- | ------------------ | ---------------------- | ----------------- |
| 2014 | Кэй Нисикори       | Томаш Бердых           | 6-4, 7-5          |
| 2013 | Ллейтон Хьюитт (2) | Хуан Мартин дель Потро | 6-1, 6-4          |
| 2012 | Бернард Томич      | Марди Фиш              | 6-4, 3-6, 7-5     |
| 2011 | Ллейтон Хьюитт     | Гаэль Монфис           | 7-5, 6-3          |
| 2010 | Фернандо Вердаско  | Жо-Вильфрид Тсонга     | 7-5, 6-3          |
| 2009 | Роджер Федерер (2) | Станислас Вавринка     | 6-1, 6-3          |
| 2008 | Энди Роддик (3)    | Маркос Багдатис        | 7-5, 6-3          |
| 2007 | Энди Роддик (2)    | Роджер Федерер         | 6-2, 3-6, 6-3     |
| 2006 | Энди Роддик        | Томми Хаас             | 6-3, 7-66         |
| 2005 | Роджер Федерер     | Энди Роддик            | 6-4, 7-5          |
| 2004 | Давид Налбандян    | Андре Агасси           | 6-2, 6-3          |
| 2003 | Андре Агасси (3)   | Себастьян Гросжан      | 6-2, 6-3          |
| 2002 | Пит Сампрас        | Андре Агасси           | 7-66, 6-76, 6-3   |
| 2001 | Андре Агасси (2)   | Евгений Кафельников    | 6-3, 3-6, 6-3     |
| 2000 | Андре Агасси       | Марк Филиппуссис       | Без игры          |
| 1999 | Томас Энквист      | Марк Филиппуссис       | 6-4, 6-1          |
| 1998 | Марк Филиппуссис   | Андре Агасси           | 6-3, 7-63         |
| 1997 | Майкл Чанг (3)     | Пит Сампрас            | 4-6, 6-4, 6-2     |
| 1996 | Майкл Чанг (2)     | Евгений Кафельников    | 7-5, 6-1          |
| 1995 | Майкл Чанг         | Пит Сампрас            | 7-64, 6-3         |
| 1993 | Томас Мустер       | Александр Волков       | 6-3, 1-6, 7-61    |
| 1992 | Нил Борвик         | Ричард Фромберг        | 6-75, 7-611, 7-65 |
| 1991 | Горан Прпич        | Ричард Фромберг        | 6-4, 6-76, 6-3    |
| 1990 | Даррен Кэхилл      | Тодд Вудбридж          | 6-2, 6-3          |
| 1989 | Марк Крацманн      | Уолли Масур            | 6-4, 1-6, 7-6     |
| 1988 | Пэт Кэш            | Уолли Масур            | 6-4, 7-64         |

### Женщины
| Год  | Победительница    | Финалистка    | Счёт в финале |
| ---- | ----------------- | ------------- | ------------- |
| 1993 | Рэйчел Маккуиллан | Николь Провис | 6-2, 3-6, 7-5 |